# Live from Radio City Music Hall
Live from Radio City Music Hall è un doppio album live del gruppo Heaven & Hell, che è stato pubblicato nel 2007. 

## Il disco
Il set è una cronaca della performance del gruppo il 30 marzo 2007 alla Radio City Music Hall di New York. Si tratta del primo album del gruppo Heaven & Hell dopo la separazione dei Black Sabbath nel 2006.
Live from Radio City Music Hall è disponibile anche in DVD. Il DVD è stato certificato Gold dalla RIAA il 5 ottobre 2007.

## Tracce

### Disco 1
1. E5150/After All (The Dead) – 8:30
2. The Mob Rules – 4:04
3. Children of the Sea – 6:52
4. Lady Evil – 5:20
5. I – 6:27
6. The Sign of the Southern Cross – 9:06
7. Voodoo – 7:42
8. The Devil Cried – 11:40

### Disco 2
1. Computer God – 6:41
2. Falling Off the Edge of the World – 5:45
3. Shadow of the Wind – 6:05
4. Die Young – 7:44
5. Heaven and Hell – 15:15
6. Lonely Is the Word – 6:48
7. Neon Knights – 7:58

Il terzo disco, solo per gli Stati Uniti, contiene un DVD dove è presente il programma del tour, backstage e foto della band e altri oggetti del tour disponibile solo attraverso il sito web della Rhino Records.

## Formazione
- Ronnie James Dio - voce
- Tony Iommi - chitarra
- Geezer Butler - basso
- Vinny Appice - batteria